# Eugenio in Via Di Gioia
Gli Eugenio in Via Di Gioia sono un gruppo musicale italiano, formatosi a Torino nel 2013.

## Storia
Il nome del gruppo deriva dall'unione dei nomi dei tre membri fondatori del gruppo: Eugenio Cesaro, Emanuele Via e Paolo Di Gioia; Lorenzo Federici, entrato nel gruppo poco dopo, ha dato invece il nome al loro primo album.
Gli Eugenio in Via Di Gioia nascono come artisti di strada e dalla tradizione delle balere, dello swing e del folk italiano fino ad arrivare al più recente nu-folk. Il gruppo ha fatto parlare di sé sui media nazionali per aver intrattenuto con un live on the road i viaggiatori del treno Italo sulla tratta Torino-Roma in ritardo di oltre sei ore.
Nel 2013 partecipano alla quinta edizione del Reset Festival (Torino) e vincono il premio "Il migliore per noi" indetto da Viva La Radio! Network, mediapartner della manifestazione.
Nel 2014 esce il loro disco d'esordio Lorenzo Federici pubblicato dall'etichetta discografica Libellula Music. Nello stesso anno vincono il premio della critica al Premio Buscaglione. Il 22 dicembre sul sito de La Stampa esce il loro primo videoclip in anteprima intitolato Argh!. Sono presenti ad alcuni eventi dal vivo a Music Club su Radio 1 e a MiniSonica su Radio Popolare Network, alla partecipazione alla compilation Sotto il cielo di Fred in compagnia di Brunori Sas, Dente, i Perturbazione ed altri.
Nel giugno 2015 vengono invitati come ospiti al Premio Léo Ferré. A luglio dello stesso anno esce il loro nuovo video Non ancora, che viene selezionato da MTV New Generation e presentato in anteprima su Vevo. Il gruppo ottiene il primo posto come rivelazione live 2014-2015 nella classifica KeepOn, il primo posto nel 2018 come best Live sempre nelle classifica KeepOn.
A settembre 2016 il gruppo lancia il brano Pam attraverso un videogioco, intitolato Pamman. Ad aprile 2016 la band ha intrapreso il primo tour europeo, frutto della vittoria del Premio KeepOn dell'anno precedente, che tocca Francia, Belgio, Paesi Bassi e Germania.
Il 24 febbraio 2017 esce Giovani illuminati, primo singolo estratto dal loro secondo album, assieme al primo videoclip realizzato con la tecnica del hyperlapse in Italia. Il brano entra stabilmente a far parte della classifica "Viral Top 50 Italia" di Spotify, mentre il video in poche settimane supera le 120 000 visualizzazioni. Il 14 aprile esce il loro secondo album Tutti su per terra, che vede la partecipazione di Willie Peyote nel brano Selezione naturale.
L'inizio del 2018 li vede ospiti come resident band nella trasmissione Beati voi su TV2000. Dopo un tour di un anno e mezzo gli Eugenio in Via Di Gioia il 28 settembre fanno uscire il singolo Altrove, prima pubblicazione della band per Virgin Records e Universal Music Italia.
Il 4 febbraio 2019 annunciano l'uscita del loro terzo album di studio intitolato Natura viva, lanciato poi il 1º marzo dello stesso anno.
A maggio 2019 prendono parte al tradizionale Concerto del Primo Maggio organizzato a Roma, in Piazza San Giovanni, dalle sigle sindacali CGIL, CISL e UIL suonando i brani Prima di tutto ho inventato me stesso, La punta dell'iceberg e Altrove.
A settembre 2019 hanno aperto una campagna di crowdfunding chiamata "Lettera al prossimo", in collaborazione con Federforeste e Coldiretti, dove si impegnano a ripiantare una foresta danneggiata dalla tempesta Vaia; la raccolta fondi è terminata solo dieci giorni dopo, per poi essere riaperta in via eccezionale a febbraio 2020 per un giorno. L'iniziativa è stata accompagnata dalla pubblicazione dell'omonimo singolo.
Ad ottobre 2019 annunciano la loro partecipazione a Sanremo Giovani 2019, con il brano Tsunami. Superano le semifinali svoltesi a novembre 2019 durante la trasmissione Italia sì accedendo alla finale del 19 dicembre ed entrano tra i selezionati che parteciperanno a Festival di Sanremo 2020 nella sezione Nuove proposte. Il gruppo è il primo ad esibirsi nella prima serata del festival ma, in seguito al voto della giuria demoscopica, composta da 300 persone, la loro canzone viene eliminata in uno scontro diretto con il brano 8 marzo di Tecla Insolia. Nella quarta serata del festival viene assegnato al gruppo il premio della critica "Mia Martini".
Nel gennaio del 2020 annunciano via social l'uscita di un nuovo album, una raccolta di 15 canzoni dal titolo Tsunami (Forse vi ricorderete di noi per canzoni come) in uscita il 31 dello stesso mese. Nella raccolta compaiono canzoni provenienti dai precedenti dischi, il brano presentato al Festival di Sanremo e L'unico sveglio, sigla della web-serie Involontaria. Nel maggio dello stesso anno, il loro brano Perfetto uniformato viene scelto come sigla per la webserie La mia jungla di Giovanni Scifoni su RaiPlay.
Il 6 aprile 2022 esce il singolo Terra, accompagnato da un videoclip diretto da Niccolò Roberto Roccatelli che mostra le immagini delle fasi di realizzazione della scritta Ti amo ancora con gessetti bianchi in piazza San Carlo a Torino, che aveva conquistato il Guinness dei primati per la dichiarazione d’amore più grande del pianeta scritta per terra, certificazione poi rivelatasi un pesce d'aprile organizzato dalla stessa band.
Il 20 maggio 2022 esce il nuovo album di inediti Amore e rivoluzione, annunciato l'11 aprile 2022. Esso include il singolo Terra e alcune collaborazioni con artisti di spicco, come Francesca Michielin e Elio.
Il 9 dicembre dello stesso anno pubblicano il singolo Tornano.
Il 3 novembre 2023 esce il singolo Stormi. Il 15 dicembre esce il singolo Lentiggini e viene annunciato l'ingresso della band nel roster di Woodworm. Il 22 marzo esce il singolo Portami.
Il 28 giugno 2024 esce il singolo Farò più rumore del ratatata scritto in collaborazione con Willie Peyote, la cui voce viene modificata tramite l'intelligenza artificiale per imitare quella del rapper iraniano Toomaj, arrestato e condannato per "propaganda contro il regime".

## Formazione
- Eugenio Cesaro (Torino, 25 giugno 1991) – voce, chitarra (2012-presente)
- Emanuele Via (Acri, 6 aprile 1992) – pianoforte, fisarmonica, cori (2012-presente)
- Paolo Di Gioia (Torino, 1º marzo 1991) – batteria, percussioni, cori (2012-presente)
- Lorenzo Federici (Terni, 15 giugno 1987) – basso, cori (2013[33]-presente)

## Discografia

### Album in studio
- 2014 – Lorenzo Federici
- 2017 – Tutti su per terra
- 2019 – Natura viva
- 2022 – Amore e rivoluzione
- 2025 – L'amore è tutto

### Raccolte
- 2020 – Tsunami (Forse vi ricorderete di noi per canzoni come)

### EP
- 2013 – EP urrà

### Singoli
- 2017 – Giovani illuminati
- 2017 – Chiodo fisso
- 2018 – Altrove/Il tuo amico il tuo nemico tu
- 2018 – Cerchi
- 2019 – Camera mia
- 2019 – Lettera al prossimo
- 2019 – Tsunami
- 2019 – L'unico sveglio
- 2020 – A metà strada (feat. Moglii)
- 2021 – Non vedo l'ora di abbracciarti
- 2021 – Umano
- 2022 – Terra
- 2022 – Tornano
- 2023 – C'è un tam-tam (FANTASANREMO 2023 OFFICIAL ANTHEM)
- 2023 – Stormi
- 2023 – Lentiggini
- 2024 – Portami
- 2024 – Farò più rumore del ratatata (feat. Willie Peyote)
- 2025 – Buio

### Collaborazioni
- 2016 – Kahbum feat. Eugenio in Via di Gioia e Pinguini Tattici Nucleari – Salvatore Aranzulla
- 2020 – DPCM Squad feat. Max Pezzali, Lo Stato Sociale, Cimini, Emis Killa, Eugenio in Via Di Gioia, Fast Animals and Slow Kids, Marco Giallini, J-Ax, Jake La Furia, La Pina, Pierluigi Pardo, Pinguini Tattici Nucleari, Nicola Savino – Una canzone come gli 883

## Onorificenze
- Ambasciatori di Torino nel mondo – Comune di Torino
— 24 giugno 2022[34]